# Castell de Villavecchia
El Castell o Torre de Villavecchia és una casa senyorial de Sant Hilari Sacalm (Selva) declarada bé cultural d'interès nacional.

## Història
Va ser projectada el 1893 per l'arquitecte Enric Sagnier i Villavecchia per encàrrec del seu oncle Joaquim Villavecchia i Busquets i la seva esposa Elvira Rabassa i Milà de la Roca.

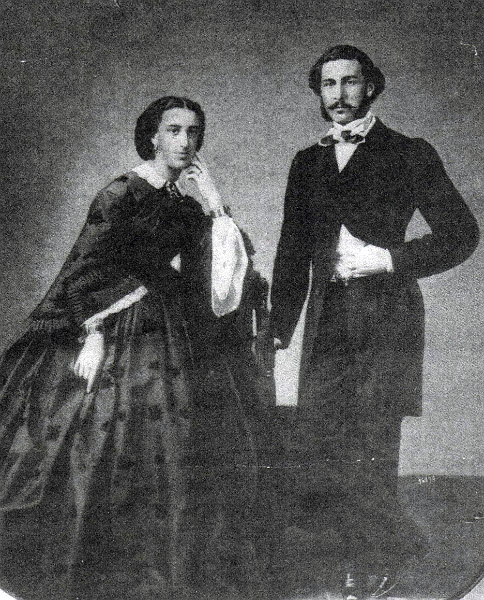
Elvira Rabassa i Joaquim Villavecchia

## Descripció
Edifici aïllat, situat dalt d'un petit promontori, als afores del nucli urbà de Sant Hilari. És un gran casal format per diversos cossos, amb una planta en forma d'«U», els extrems de la qual formen la façana principal. A la façana principal, destaca la torre circular esquerra, de planta baixa i dos pisos, coronada per merlets triangulars i una teulada cònica de pissarra. Al costat dret, sobresurt el cos al que està adossada per la par posterior, també de tres plantes, cobert per una teulada a doble vessant, desaiguada a la façana principal de l'edifici. A la part posterior d'aquest cos, s'hi adossa encara una altra construcció, també de tres plantes, amb la teulada a doble vessant desaiguada als laterals. Al costat de la construcció que sobresurt de la torre, hi ha una altra construcció, de planta baixa, que és una mena de porxada. I al costat dret d'aquesta, s'adossa un altre cos, de tres plantes, amb la teulada a doble vessant desaiguada als laterals (a la façana que es troba la façana de la capella). En aquesta façana destaca una imatge de Sant Miquel que ha perdut la testa.
Al costat de la façana lateral d'aquest cos, s'alça la capella dedicada al Sagrat Cor, amb la porta d'entrada en arc de mig punt, al capdamunt del qual hi ha un ull de bou amb vitralls, coronada per un campanar d'espadanya. La capella fou decorada per l'escultor Frederic Marès i està presidida per un Sagrat Cor de bronze, model reduït del que corona el temple del Tibidabo. Al centre d'aquestes construccions, hi ha un altre cos, cobert per una teulada a quatre vessants.
En general, les obertures són en arc escarser, voltejades de falsos carreus i dovelles de pedra (són llosanes). Les teulades són de pissarra. Els murs estan revestits amb lloses de pedra.
Molt a prop del gran casal hi ha una petita construcció, segurament un colomar.